# Stade Pershing
Stade Pershing – były wielofunkcyjny stadion w Vincennes we Francji. Był używany głównie do meczów piłki nożnej. Czterokrotnie gościł finał Puchar Francji w piłce nożnej. Był również gospodarzem niektórych meczów turnieju piłki nożnej podczas Letnich Igrzyskach Olimpijskich 1924. Stadion mógł pomieścić 29 000 widzów, otwarty w 1919 roku i zamknięty w 1960 roku. Obecnie jego powierzchnia wykorzystywana jest do spotkań baseballa.
Stadion został zbudowany jako Pershing Stadium przez amerykańskich wojskowych pod koniec I wojny światowej, a następnie został podarowany jako prezent od USA dla Francji. W grudniu 1933 rozegrano na nim mecz pokazowy między Wielką Brytanią a Australią w rugby league. Spotkanie to było inspiracją dla powstania rozgrywek rugby league we Francji.